# Stinktopf (Waffe)

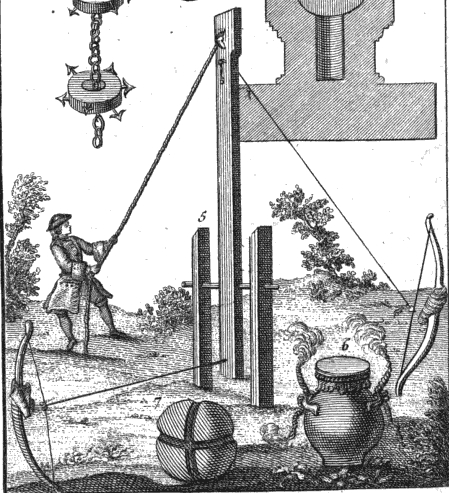
Stinktopf (frz. cruche á feu, Figur 6) und Abschussvorrichtung (Balliste, Figur 5), Illustration aus Jean-Charles Perrinet d’Orvals Essay sur les feux d’artifice pour le spectacle et pour la guerre von 1745

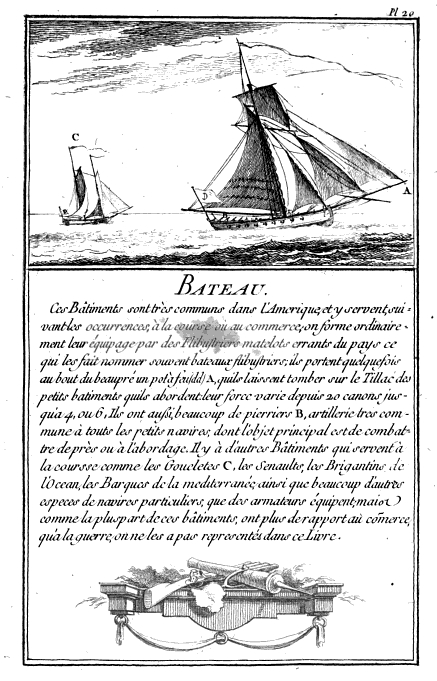
Kriegskutter mit Stinktopf am Bugspriet (frz. hier: pot á feu (A), Illustration aus Ozannes Marine Militaire von 1762. Der Stinktopf wurde vom Bugspriet auf kleinere Schiffe einfach fallen gelassen

Stinktopf (auch Stinkpott, Stinkkugel oder Sturmtopf) bezeichnet eine Waffe der Artillerie, die in der frühen Neuzeit bei Belagerungen und Seegefechten weit verbreitet war, bis fortschrittlichere Waffen erfunden wurden.

## Varianten
Es gab mehrere Varianten des Stinktopfes, die eine unterschiedliche Zielsetzung hatten.

### Geruchsbildung
Die ursprüngliche Variante des Stinktopfes bestand aus einem meist aus Ton geformten und somit leicht zerbrechlichen Feuertopf, der in Pech getaucht wurde und mit einem oder mehreren Zündern versehen war. Der Topf selber konnte mit leicht entflammbarem Material sowie sehr erheblich riechenden Stoffen gefüllt sein (Schwefel, Schwarzpulver, Pech, Talg, Fäkalien, Asa Foetida, diverse Fäulnisprodukte, Arsenmethyl und das sich an der Luft selbst entzündende Kakodyl usw.) und wurde nach dem Aktivieren der einzelnen Zünder in Richtung des feindlichen Schiffsdecks geschleudert, geschossen, geworfen, katapultiert oder von den Rahen aus fallen gelassen. Taktisch effektiv war der Einsatz von Stinktöpfen, die Hornspäne oder Haare von Ziegen verbrannten: Der Gestank verbrennenden Horns löst bei Pferden einen Fluchtinstinkt aus, der in den gegnerischen Reihen für Unruhe und Unordnung sorgte.
Beim Aufprall auf dem Deck oder auf einem anderen Gegenstand zerbrach das Tongefäß und setzte die unmittelbare Umgebung in Brand – zeitgleich sonderte die nun brennende Füllung einen äußerst unangenehmen Geruch ab, der für den menschlichen Geruchssinn nur schwer zu ertragen oder teilweise sogar giftig war. Zielsetzung dieser Variante war es somit also, neben der Brandwirkung den Feind von Deck zu vertreiben und zu demoralisieren. Bei einem anschließenden Entergefecht war die eigene Schiffsbesatzung dann allerdings ebenfalls dem Gestank ausgesetzt, was durch entsprechende Schutzmaßnahmen aber abgemildert werden konnte.

### Explosion durch Granaten
Eine weitere Variante des Stinktopfes bestand ebenfalls aus dem Tongefäß, dessen Füllung dann allerdings mit Granaten und Schwarzpulver sowie mehreren außerhalb des Gefäßes verlegten Lunten (Anzündschnüren) kombiniert wurde. Diese Variante wurde dann auch als Sturmtopf bezeichnet. Das Gefäß zerbarst beim Aufprall und die angebrachten Lunten entzündeten das Pulver. Das Pulverfeuer wiederum entzündete die eingelegten Granaten, die in alle Richtungen zersplitterten. Beim Nahkampf oder im Entergefecht konnten diese Töpfe, die in die Rahen oder an das äußere Ende des Bugsprietes gehängt wurden, auf dem feindlichen Schiff ein großes Durcheinander hervorrufen und viele Matrosen und Seesoldaten außer Gefecht setzen.

## Rezeption
Der Autor Karl May bezog sich in seiner in China stattfindenden Geschichte Kong-Kheou, das Ehrenwort, die später unter dem Buchtitel Der blaurote Methusalem herausgebracht wurde, auf chinesische Stinktöpfe und legte dort deren Wirkung im Rahmen eines Entergefechtes dar.